# الکساندر هفتم
پاپ الکساندر هفتم (به انگلیسی: Alexander VII) یکی از پاپ‌های کلیسای کاتولیک رم بود که در توسکانی به دنیا آمد و از ۱۶۵۵ تا ۱۶۶۷ میلادی پاپ بود.